# خط طول 21° غرب
خط طول 21° غرب هو أحد خطوط الطول الجغرافية، والتي تمتد من القطب الشمالي الجغرافي إلى القطب الجنوبي الجغرافي، وحسب التحويل الزمني يتأخر خط طول 21° غرب عن خط غرينتش بـ1 ساعات و24 دقيقة.

## من القطب إلى القطب
ينطلق خط طول 21° غرب من القطب الشمالي نحو القطب الجنوبي مرورا بالمناطق التي ترد في الجدول التالي:
| الإحداثيات                         | البلد أو الإقليم أو البحر | ملاحظات |
| ---------------------------------- | ------------------------- | --- |
| 90°0′N 21°0′W / 90.000°N 21.000°W  | المحيط المتجمد الشمالي    | |
| 81°13′N 21°0′W / 81.217°N 21.000°W | جرينلاند                  | |
| 78°28′N 21°0′W / 78.467°N 21.000°W | Jøkelbugten               | |
| 77°56′N 21°0′W / 77.933°N 21.000°W | جرينلاند                  | |
| 73°27′N 21°0′W / 73.450°N 21.000°W | المحيط الأطلسي            | بحر غرينلاند                                                                                                |
| 65°23′N 21°0′W / 65.383°N 21.000°W | آيسلندا                   | |
| 63°49′N 21°0′W / 63.817°N 21.000°W | المحيط الأطلسي            | |
| 60°0′S 21°0′W / 60.000°S 21.000°W  | المحيط الجنوبي            | |
| 73°57′S 21°0′W / 73.950°S 21.000°W | القارة القطبية الجنوبية   | المقاطعة البريطانية بالقارة القطبية الجنوبية, المطالب الإقليمية بالقارة القطبية الجنوبية by المملكة المتحدة |